# Unterrain, Straßburg
Unterrain je naselje v Občini Straßburg v Okraju Šentvid ob Glini na Koroškem v Avstriji.